# Рюсєкі Морімото
Рюсєкі Морімото  (англ. Ryuseki Morimoto) — художник-каліграф. Народився 3 серпня 1940 року в м. Дайтоу (Японія). 

## Посада
- Член Ради художніх виставок NITTEN
- Член журі каліграфічним виставки MAINICHI
- Директор каліграфічної школи HOKUSHIN
- Почесний член Російської академії мистецтв

## Нагорода
- Лауреат урядової нагороди Бразилії
- Кавалер медалі Грандкру
- Лауреат Державної премії Киргизстану

## Творчий шлях
2008 рік
- Спільна виставка з корейським каліграфом, організатор «Корейські авіалінії». Корея
- Виставка «MAINICHI» «Сучасна японська каліграфія» «Найвідоміші каліграфи Японії». Японія
- Персональна виставка, в Дніпропетровському Художньому музеї. Україна

2007 рік
- Персональна виставка, Москва. Організатор Державний музей Сходу та посольство Японії в Росії. Спонсор компанія Mitsubishi Росія

2006 рік
- Персональна Виставка в Галереї «Давинчи», Київ
- Персональна виставка, Москва
- Виставка «Шовковий шлях», Бішкек
- Виставка в готелі «Рига Ройал», Осака
- Виставка в Мерії м.Нюренберг
- Виставка «MAINICHI» «Сучасна японська каліграфія» Найвідоміші каліграфи Японії.

2005 рік
- Виставка «Сучасна японська каліграфія» у Національному музеї Українського мистецтва за сприяння газети «MAINICHI» Україна
- Виставка в Стамбулі. У музеї Лаври «Ая Софіївська» «Шовковий Шлях» Туреччина
- Радник Асоціації японської каліграфії «Маінічі Сьодокаі» Японія
- Член комітету «MAINICHI» Член комітету відбору премій серед учасників-членів суспільства. Японія

2004 рік
- Виставка «Шовковий Шлях» у державному музеї Киргизстану. У цій виставці взяли участі 20 відомих художників з усього світу. З Японії — Морімото Рюсекі. Киргизстан

2003 рік
- Спільна виставка з Маєм Мітуріча в музеї російської академії.
- Музей Пушкіна придбав 34 твори Морімото. А музей російської академії-66 картин. Росія
- Почесний професор державного університету Киргизстану

2002 рік
- Лауреат урядової нагороди Киргизстану "За видатні заслуги в галузі культури ".
- Спільна виставка з Маєм Мітуріча в готелі " Рига Ройал Хотів " в м. Осака . Японія
- Почесний член Російської Академії Росія
- Спільна виставка Морімото Рюсекі з Маєм Мітуріча в консульстві Росії в м. Осака (Японія). Японія
- Персональна виставка " Морімото Рюсекі і його світ " в державному музеї України . Україна
- Виставка « 100 відомих каліграфів з Японії та Китаю» Японія Китай
- Виставка «MAINICHI»" Сучасна японська каліграфія ". Найвідоміші каліграфи Японії. Японія

2001 рік
- Персональна виставка в «Кейхан хяккатене» в м. Морігучі «Морімото та її світ» Японія
- Постійна експозиція творів Морімото в музеї сучасного мистецтва Росії. Росія
- Постійна експозиція творів Морімото в Державному музеї Киргизстану

2000 рік
- Виставка «Сучасна японська каліграфія» в ЛосАнжелесе та Берліні. Америка, Німеччина
- Персональна виставка «Сучасна японська каліграфія Морімото» в Державному музеї Сходу. Музей включив 34 твори в свою постійну колекцію. Росія
- Персональна виставка «Сучасна японська каліграфія Морімото» в Державному киргизькому музеї. Музей включив 124 твори в свою постійну колекцію. Киргизстан

1998 рік
- Лауреат нагороди «За видатні заслуги» від Асоціації «Майнич Сьодокаі». Персональна виставка в Мюнхені. Японія Німеччина
- Персональна виставка в Лондоні. Англія
- Ювілейна виставка «Майнич Сьодо» в Пекіні, Парижі та Стокгольмі. Китай Франція Швеція

1997 рік
- Виставка в Сан-Паулу. Бразилія

1994 рік
- Член комітету «Майнич Сьодокай» Член комітету відбору премій серед учасників-членів суспільства. Японія

1990 рік
- Виставка сучасної японської каліграфії у Франкфурті, Копенгагені і в Ленінграді. Німеччина Данія СРСР

1988 рік
- «Сучасний стиль каліграфії в Японії», виставка в Пекіні та Шанхаї Китай

1987 рік
- Лауреат урядової нагороди Бразилії. Бразилія
- Читання лекцій з каліграфії в Бразилії.
- Виставка в Сан-Паулу. Бразилія